# Karipi
Karipi is een bestuurslaag in het regentschap Oost-Soemba van de provincie Oost-Nusa Tenggara, Indonesië. Karipi telt 516 inwoners (volkstelling 2010).